# Deli Creeps
Deli Creeps fue una banda de rock experimental creada en el año 1991.

## Historia
La banda Deli Creeps fue formada a finales de la década de los 80's y a principios de los 90's en el sur de California, EE. UU., un poco después de mudarse a San Francisco. En 1991, la banda lanzó su primer Demo Tape, por la cual ganaron una fuerte relación entre ellos antes de que se separaran. La banda se reformó en el año 1996 cuando lanzaron su segundo Demo Tape. Poco después cada uno se fue por cuenta propia pero se reformaron por tercera vez.

El primer álbum que la banda lanzó se tituló Dawn of the Deli Creeps en el año 2005. El álbum es el único que han lanzado hasta ahora y presenta canciones como "Random Killing", la cual tiene muchas versiones (todas con letra diferente), una de esas versiones esta en el álbum del guitarrista Buckethead titulado Giant Robot, la canción en el álbum se llama "I Come In Peace", otra versión esta en el álbum de la banda Cornbugs titulado Spot the Psycho, la canción dentro del álbum se llama "The Power And The Gory" (aunque "Random Killing" fue la primera versión escrita pero "I Come in Peace" fue la primera en ser lanzada). También en el álbum hay una canción grabada para la película "Flesh For The Beast" La cual tiene el mismo nombre.

Maximum Bob también aparece en el álbum de Buckethead titulado Enter the Chicken como corista.

## Miembros
- Maximum Bob - Vocalista
- Buckethead - Guitarrista
- Daniel Monti - Bajista
- Pinchface - Baterista

### Miembros pasados
- Buckethead - Guitarrista
- Antinora - Bajista
- Saucy Patches - Bajista
- Tony Black - Bajista
- Josh Bockles - Bajista

## Discografía

### Álbumes
- 1991 - Deli Creeps Demo Tape 1991
- 1996 - Deli Creeps Demo Tape 1996
- 2005 - Dawn of the Deli Creeps

## Extras
- Mike Patton dijo "They're so good they piss me off" (Son tan buenos que me enoja).[1]
- En internet hay muchos Bootleg sobre la banda que poseen los fanes y los comerciantes.